# Brickleberry
Brickleberry je americký animovaný komediální seriál zaměřený na dospělé publikum kvůli svému černému, rasistickému, politickému a často i homofobního humoru. V USA byl vysílán na stanici Comedy Central a v Česku na stanici Prima Comedy Central. Pořad byl vytvořen Rogerem Blackem a Waco O'Guinem.
Seriál byl v roce 2015 ukončen třetí sérií. Poslední epizoda byla však zakončena cliffhangerem, kvůli čemuž se autoři rozhodli pro pokračování této epizody v komiksové formě.

## Synopse
Seriál sleduje skupinu strážců parku, kteří žijí svůj každodenní život ve fiktivním národním parku Brickleberry.

## Postavy
- Steve Williams – Sebevědomý, šíleně hloupý a nechápavý strážce parku. Je notorický smolař a jeho snahy postoupit výš se málokdy setkají s úspěchem. Často se ukazuje že je egoistický a to že něco neumí svádí na to, že ho to otec nenaučil. Jeho otec byl také správcem parku, dokonce má poblíž Woodyho chaty svojí sochu. Každý měsíc dostává medaili jako ocenění za nejlepšího správce (později se ukáže, že je medaile pouze nabarvené víčko od zavařovačky, a také kvůli poměru Stevovy matky s Woodym.) Tajně miluje Ethel, stejně jako Connie, občas s Connie spolupracuje co se týká Ethel, avšak Ethel o Steva zájem nejeví.
- Denzel Jackson – Gerontofilní Afroameričan, Steveův nejlepší přítel, který je také zaměstnán v parku Brickleberry. Rád kouří marihuanu a projevuje velký zájem o staré ženy. Je archetypem nekonfliktního pohodáře a flákače, který si rád užívá života. Často si z něj dělají lidé srandu. Je nejspíše jediným Afroameričanem v Hazelhurstu, tudíž má pocit že se na něj dívají lidé skrz prsty.
- Ethel Andersonová – Atraktivní blondýnka a alkoholička, která se přidá ke strážcům parku Brickleberry v první epizodě, původně ale pracovala v Yellowstonském národním parku, odkud ji vyhodili za požití alkoholu. Je silně promiskuitní a pravidelně střídá partnery. Její jednotlivé vztahy však vždy končí katastrofou. Několikrát v opilosti natočila pornografický snímek.
- Connie Cunamanová – Obézní lesba, ze které si ostatní strážci často dělají legraci. Rodiče se jí zřekli, protože nesnáší homosexuály, což Connie je. Před prací v Brickleberry se chtěla stát členkou NAVY Seals, kterou ale nedodělala z nadměrného přejídání, kvůli rozkazu jejího velitele. Nejspíše je ještě panna, to se ale díl od dílu mění. Je posedlá Ethel, šmíruje ji pomocí desítek kamer, které nainstalovala do její chaty. Disponuje nadlidskou "lesbickou" sílou, která jí umožňuje zvedat velmi těžké předměty. Velmi často zanedbává osobní hygienu. V jedné epizodě se utkávala s Ethel v soutěži krásy.
- Woodrow "Woody" Johnson – Nedůtklivý šéf ostatních strážců, je zaměstnávám v parku Brickleberry nejdéle (udává se kolem 30 let), za to měl dostat ocenění i od tehdejšího prezidenta Baracka Obamy. Před prací v Brickleberry hrál v pornu, byl světoznámý pornoherec pod přezdívkou "Rex Erekce". Ještě před porno kariérou byl vojákem v Afghánistánu a Iráku, kde se dopustil spoustu válečných zločinů; třeba sestavení funkčního piána z lidských lebek nebo náhrdelník z pinďourů Iráčanů. V seriálu se nikdy neukáže jeho otec, ale sám Woody říká že ho strašně šikanoval, jindy v seriálu zazní že vyrůstal kompletně bez něj. Jeho matka se dokonce i v seriálu párkrát objeví. Woody o své matce tvrdí, že se k němu také chovala hrozně; fyzicky i psychicky ho týrala (zavírání do šatníku, nucený pohlavní styk s prostitutkou v 8 letech věku, nebo nucení pít její mateřské mléko v 17 letech věku). Woody se nechtěně dopustil incestu s Tiffany, jeho dcerou, o které však nevěděl, že je jeho dcera.
- Malloy – Mluvící medvídě, které Woody adoptoval. Je rasistický, sprostý a často uráží všechny správce parku, včetně Woodyho. Má rád videohry a sladkosti. Rád přistoupí na jakoukoliv špatnost pokud mu má přinést prospěch. Nemá skoro nikoho rád, dokonce i Woodyho považuje jako pouze zdroj peněz. Jeho rodiče byli nešťastnou náhodou zastřeleni Stevem. Je posledním jedincem druhu Ursus loquacious na světě. Jeho věk se udává na 5 až 6 let.
- Bobby Possumcods (česky přeloženo jako Bobby Vakotresk) - Místní buran a zoofil. Žije v přívěsu se svým nejlepším kamarádem BoDeanem. Je zatvrzelý odpůrce prezidenta Obamy, ale zároveň štědře využívá zdravotní péče Obamacare.
- BoDean Lynn - Šilhavý buran který s Bobbym obývá společný karavan. Zdá se velice hloupý, ale někdy se zdá že je velice inteligentní. Rád každému vyzradí jakékoliv tajemství. Má rád syrovou slaninu a olizování zbraní. V originálním anglickém dabingu je mu velmi špatně rozumět, kvůli jeho špatnému chrupu.
- Třaskavý (orig. Firecracker) Jim (občas Bombarďák Jim) - Prodejce rachejtlí a všech možných výbušnin. Při jednom nepodařeném ohňostroji přišel o obě ruce i nohy. Pohybuje se tedy kutálením. Žije v karavanu se svojí obézní manželkou.
- MUDr. Jonathan Kuzniak - Roztržitý lékař v Hazelhurtské nemocnici. Velmi často při operacích experimentuje a rád porušuje lékařská nařízení (např. nemocniční odpad vyváží do nedalekého jezera) také provádí potraty (a zároveň prodává taco v jeho speciálním 2v1 karavanu). Často se o něm ukazuje že je "úchylný" jelikož podle jeho slov přijímal platby za ošetření v análním sexu či že hrál v sadistickém pornu, aby si vydělal na studium.
- Jorge (čte se "Chorche") - Majitel místního strip baru, který má však širokou škálu dalších aktivit (např. prostituce a pronájem polorozpadlých bytů). Chodí oblečený zásadně v teplákové soupravě a nosí kolem krku zlatý řetěz. Občas se u něj objeví známky zoofilie. Pochází nejspíše z východní Evropy.

## Dabing

### Hlavní postavy
- David Herman jako Steve Williams (český dabing: Petr Gelnar)
- Tom Kenny jako Woody Johnson (český dabing: Ladislav Cigánek)
- Kaitlin Olson (1. série) a Natasha Leggero (2-3 série) jako Ethel Andersonová (český dabing:Kristina Jelínková)
- Jerry Minor jako Denzel Jackson (český dabing: Petr Neskusil)
- Roger Black jako Connie Cunaman (český dabing: Ludvík Král)
- Daniel Tosh jako Malloy (český dabing: Oldřich Hajlich)

### Vedlejší postavy
- Waco O'Guin jako Bobby Vakotresk (český dabing: Bohdan Tůma)
- Roger Black jako BoDean Lynn (český dabing: Radek Hoppe)
- Roger Black jako Třaskavý Jim (český dabing: Radek Hoppe)
- Tom Kenny jako MUDr. Jonathan Kuzniak (český dabing: Ivo Hrbáč)
- David Herman jako Jorge (český dabing: Radek Hoppe)
- Vedlejší role (český dabing: Klára Sochorová)

## Epizody
| Sezona  | Epizody | Epizody | Vysíláno        | Vysíláno           | Vysíláno       |
| Sezona  | Epizody | Epizody | Poprvé vysíláno | Naposledy vysíláno | Stanice        |
| ------- | ------- | ------- | --------------- | ------------------ | -------------- |
| 1       | 10      | 10      | 25. září 2012   | 4. prosince 2012   | Comedy Central |
| 2       | 13      | 13      | 3. září 2013    | 26. listopadu 2013 | Comedy Central |
| 3       | 13      | 13      | 16. září 2014   | 14. dubna 2015     | Comedy Central |
| Speciál | 1       | 1       | 6. března 2020  | 6. března 2020     | Netflix        |